# Marina 101
Marina 101 é um arranha-céu em Dubai, Emirados Árabes Unidos, localizado no distrito de Dubai Marina. Com 101 andares e 425 metros de altura, é o segundo edifício mais alto dos Emirados Árabes Unidos, atrás apenas do Burj Khalifa. Em 2022, o Marina 101 também era o 32º edifício mais alto do mundo. Sua utilização é residencial, com apartamentos e andares de hotéis.

## História
A construção começou em 2007, com conclusão inicialmente prevista para 2014. O edifício permaneceu incompleto depois que o desenvolvedor original – Sheffield Holdings Limited – ficou sem capital. Em setembro de 2024, a torre está 97% concluída. O edifício foi projetado pelo National Engineering Bureau e a construção foi realizada pelo conglomerado turco TAV Construction.

## Residencial e Hotel
Os primeiros 33 andares do arranha-céu foram projetados para abrigar um hotel Hard Rock 5 estrelas com 281 quartos, enquanto os andares de 34 a 100 possuem apartamentos residenciais. Além de cinco restaurantes na torre do hotel, há 252 apartamentos de um quarto, 204 de dois quartos e 42 de três quartos, com 6 coberturas duplex do 97º ao 100º andar. O 101º andar do arranha-céu possui um club lounge, um restaurante e uma loja de produtos da Rock Shop.